# راجا داهر
راجا داهر (661–712) هو آخر حاكم هندوسي سندي حكم السند وأجزاء من البنجاب في باكستان الحالية قبل الفتوحات الإسلامية في شبه القارة الهندية، بعد أن غزا بلاده محمد بن القاسم الثقفي قائد جيش الدولة الأموية لغزو تلك المنطقة في 7 رمضان عام 89هـ بتكليف وأمر من الحجاج بن يوسف الثقفي. وتم قتله من قبل   قشعم الطائي وقال بقصيدته ( الخيلُ تشهدُ يومَ داهرَ والقَنَا
أني فرجتُ الجمعَ غيرُ مَعردٍ
فتركتُه تحتَ العجاجِ مجندلاً
ومحمدُ بنُ القاسمِ بنِ محمدِ
حتَّى علوتُ عظيمَهم بمهنَّدِ
متعفرَ الخَدَّين غيرَ موسّدِ)